# Tündérkert (kertészet)
A tündérkertek olyan specifikus kertészeti növényültetvények, amelyek célja bizonyos kultúrnövények – jellemzően gyümölcstermő fák és cserjék – régi, eltűnőben élő fajtáinak megőrzése, génbank jelleggel. A világon más országokban is előfordulnak hasonló csemetekertek, ahol a megőrzendő génállományú növényfajok és fajták fenntartását nem maggyűjteményekkel, hanem élő növényekkel igyekeznek biztosítani, de a tündérkert kifejezést kifejezetten a hasonló magyarországi létesítményekre szokták használni.

## Története
A tündérkertek létesítésének ötlete egy Zala megyei parasztember, a Pórszombaton gazdálkodó Kovács Gyula erdész fejéből pattant ki, még az 1980-as években. Kovács 2013-ra már odáig fejlesztette saját gyűjteményét, hogy saját bevallása szerint mintegy 1600 gyümölcsfajtából voltak továbbszaporításra alkalmas példányai. Ezek között szerepelnek olyanok is, amelyek csak nála – vagy újabban a követőinél – lelhetők fel, és akad olyan fajtájú gyümölcsfája is, amelynek fajtanevét már 1257-ben is feljegyezték.
Kovács példáját évről évre egyre több helyütt követik települési önkormányzatok, állami erdészetek, civil szervezetek és magánkezdeményezések egyaránt. 2013-ban egy pórszombati találkozón harminc olyan település képviselői vettek részt, ahol addigra már létesült hasonló csemetekert. Napjainkra már elérte a százas nagyságrendet a tündérkerttel rendelkező települések száma.

## Fajtagyűjtés
A tündérkerteknél elsősorban a létesítésnél fontos, de az egyes ültetvények későbbi fejlesztési lehetőségeihez is fontos a gyűjtés: ehhez a fenntartók rendszeresen járják egy adott termőtáj településeit, gyümölcstermő területeit, olyan idős gyümölcsfák után kutatva, amelyek még alkalmasak szaporítóanyag (oltógally) szedésére. A gyűjtést végzők igyekeznek felkutatni olyan személyt vagy személyeket is, akik rendelkeznek pontos adatokkal, emlékekkel azzal kapcsolatban, hogy az adott fának milyenek a virágzási, termésérlelési szokásai, időjárás-tűrési tulajdonságai, milyen jellemző paraméterekkel rendelkezik a gyümölcse és milyen célú felhasználásra a legalkalmasabb. Kialakult a tündérkerteknél az a szokás is, hogy aki a téli időszakban beküldi olyan régi gyümölcsfaj vagy fajta szaporítóanyagát, amelyet a saját a környezetében gyűjtött, később viszonzásként egy-egy csemetét kaphat vissza.

## Hasznosítás
A kezdeményezők célkitűzései szerint a tündérkertek hasznosítása több síkon történhet. A legfontosabb cél az, hogy az ilyen helyen megőrzött gyümölcsfajtákat újra el lehessen szaporítani azokon a termőtájakon, ahol azok korábban előfordultak és jól megéltek, ezért a tündérkertek fáiról – a mindenkori fenntartó által megjelölt időszakban és az általa esetleg megszabott egyéb feltételek betartásával – oltóvesszőket vihetnek az érdeklődő gazdálkodók, ingyen vagy névleges hozzájárulás fejében.
Emellett ha a kert fái termőre fordulnak, akkor sor kerülhet a gyümölcs leszüretelésére és értékesítésére is, akár friss áru formájában, akár a termőhelyen szokásos feldolgozási módszerek (ivólé, lekvár, bor, pálinka, párlat stb.) alkalmazásával.
Mivel a tündérkertekben az egyes egyedek sor- és tőtávolságát lényegében ugyanúgy kell kitűzni, mint az adott gyümölcsfaj termelési céllal létesített ültetvényeinél, miközben a fenntartási munkák – az egyedek sokfélesége miatt – némileg kevésbé gépesíthetők, korlátozott mértékben lehetőség van a fák közötti területek más célú (pl. egyéb mezőgazdasági, állattartási jellegű) hasznosítására is.